# Ohio durant la guerre de Sécession
Pendant la guerre de Sécession, l'État de l'Ohio joue un rôle-clé en fournissant des troupes, des officiers et du ravitaillement à l'armée de l'Union. En raison de sa position centrale dans les États-Unis nordistes et sa population en pleine expansion, l'Ohio est important politiquement et d'un point de vue logistique dans l'effort de guerre. Malgré les fanfaronnades des politiciens républicains de l'État, il est divisé politiquement. Une partie du sud de l'Ohio suit les démocrates pacifiques (copperheads) et s'oppose ouvertement à la politique du président Abraham Lincoln. L'Ohio a joué un rôle important dans le chemin de fer clandestin avant la guerre, et reste un refuge pour les esclaves en fuite pendant les années de la guerre.
Troisième État le plus peuplé de l'Union à cette époque, l'Ohio lève 320 000 soldats pour l'armée de l'Union, troisième contingent derrière ceux des États de New York et de Pennsylvanie. Plusieurs généraux éminents sont originaires de l'Ohio, dont Ulysses S. Grant, William T. Sherman, et Philip H. Sheridan. Cinq officiers natifs de l'Ohio servant lors de la guerre de Sécession seront plus tard président de États-Unis. Les Fighting McCooks acquièrent une renommée en tant que plus grand groupe familial à devenir officiers de l'armée des États-Unis.
L'État est épargné d'un grand nombre des horreurs de la guerre parce qu'il n'y a que deux batailles mineures livrées à l'intérieur de ses frontières. Le raid de Morgan à l'été 1863 sème la terreur au sein de la population. Les troupes de l'Ohio combattent dans pratiquement toutes les campagnes majeures de la guerre. Près de 7 000 soldats « Buckeye » sont tués au combat. Le site le plus significatif de la guerre de Sécession est Johnson's Island, situé à Sandusky Bay sur le lac Érié. Des baraques et des dépendances sont construites pour garder les prisonniers de guerre, destinées principalement aux officiers. Pendant trois ans plus de 15 000 confédérés y sont retenus. L’île comprend un cimetière confédéré où environ 300 hommes sont inhumés.

## Histoire

### Politique de l'Ohio pendant la guerre
Une grande partie de l'économie du Sud de l'Ohio dépend du commerce avec le Sud par la rivière Ohio, qui a servi pendant des années comme lieux de passage et lien entre les États esclavagistes de Virginie et du Kentucky. La culture de l'Ohio oriental est plus proche de ces États qu'il ne l'est de la partie septentrionale de l'État, avec beaucoup de colons en provenance du sud et parce qu'il est un ancien territoire de l'État de Virginie en tant que partie du district militaire de Virginie (en). La plupart de la population de l'État est contre la sécession et en faveur d'un gouvernement central fort. Pendant l'élection présidentielle de 1860, l'Ohio vote en faveur d'Abraham Lincoln (231 709 votes ou 52,3 % des votes exprimés) contre Stephen Douglas (187 421; 42,3 %), John C. Breckinridge (11 406 ; 2,6 %), et John Bell (12 194 ; 2,8 %).
Un nombre d'hommes avec des attaches en Ohio auront un rôle important dans le cabinet et l'administration de Lincoln, dont Edwin M. Stanton de Steubenville comme procureur général et ensuite secrétaire à la guerre, et l'ancien sénateur des États-Unis de l'Ohio et gouverneur Salmon P. Chase en tant que secrétaire au Trésor. Les politiciens influents de l'Ohio au congrès comprennent les sénateurs John Sherman et Benjamin F. Wade.
Pendant la guerre, trois hommes serviront en tant que gouverneur de l'Ohio - William Dennison, David Tod (en) et John Brough (en). Sans que le département de la Guerre ne lui demande, Dennison envoie des troupes de l'Ohio en Virginie occidentale, où ils gardent la convention de Wheeling. La convention aboutit à l'admission de la Virginie-Occidentale comme État libre (sans esclavage). Tod devient connu comme « l'ami des soldats », pour ses efforts déterminés à aider à équiper et entretenir les troupes de l'Ohio. Il est remarqué pour sa réponse rapide à l'appel pour recourir à la milice de l'État afin de se battre contre les raids confédérés. Brough soutient fortement les efforts de guerre de l'administration de Lincoln et jour un rôle clé pour persuader les autres gouverneurs du midwest de lever des régiments pour 100 jours (en), tels que le 131st Ohio Infantry (en) au début de 1864, afin de dégager des troupes expérimentées pour la campagne de printemps du général Ulysses S. Grant.

### Copperheads
Vers le milieu de la guerre le mouvement Copperhead se répand, mené en partie par l'avocat du droit des États, le membre du congrès Clement Vallandigham, un dirigeant des démocrates pacifistes. Après la proclamation de l'ordre général n° 38 (en) du général Ambrose E. Burnside au début de 1863, avertissant que « l'habitude de déclarer des sympathies avec l'ennemi » ne serait plus toléré dans le district militaire de l'Ohio, Vallandigham fait un discours majeur au cours duquel il dénonce le fait que la guerre n'est pas livrée pour sauver l'Union, mais pour libérer les noirs et asservir les blancs.
Burnside ordonne l'arrestation de Vallandigham et son procès à Cincinnati. Lors du procès, Vallandigham est jugé coupable. La cour prononce une sentence d'emprisonnement pour la durée de la guerre. Le président Lincoln tente d'apaiser la situation en écrivant la lettre de Birchard (en), qui offre de libérer Vallandigham si plusieurs membres du congrès acceptent de soutenir certaines politiques de l'administration. Pour éviter un revers politique et préserver l'autorité du général Burnside, Abraham Lincoln commue la peine de Valladigham au bannissement vers le Sud. La menace est l'emprisonnement si Vallandigham retourne sur le sol nordiste. Le Sud permet à Vallandigham d'émigrer au Canada, où il échoue à se faire élire au poste de gouverneur contre Brough en 1863. La campagne de Vallandigham divise amèrement l'Ohio, les votes en faveur de Vallandigham sont particulièrement nombreux dans le centre et le nord-ouest de l'Ohio. Il perd dans son comté natal de Montgomery (Dayton) d'une courte marge,.

### Élection de 1864
L'opinion publique tourne en faveur de l'administration de Lincoln, particulièrement lorsque les généraux de l'Ohio prennent de l'importance avec les succès militaires lors de la campagne d'Atlanta, le siège de Petersburg, et les campagnes de la vallée de Sheridan. Lors des élections présidentielles de 1864, l'Ohio soutient fortement la réélection de Lincoln. L'État donne au président 265 674 voix (56,4 % du total) contre 205 609 voix (43,6 %) pour le général George McClellan.
En route pour Washington pour son inauguration, le président Lincoln traverse l'Ohio en train, avec de brefs arrêts dans de nombreuses villes. Son premier discours formel donné après son élection est prononcé à Hudson, Ohio, un arrêt qu'il fait sur son trajet vers Cleveland. Bien que Lincoln a visité plusieurs fois l'État avant la guerre, il n'y retourne pas pendant la guerre de Sécession. En 1865, son train funéraire transporte son corps au travers de l'État, à destination de Springfield (Illinois).
Le journaux ont engagé des discussions très vives sur les problèmes de la guerre, entre les perspectives des républicains, des démocrates bellicistes et des Copperhead.

### Recrutement militaire

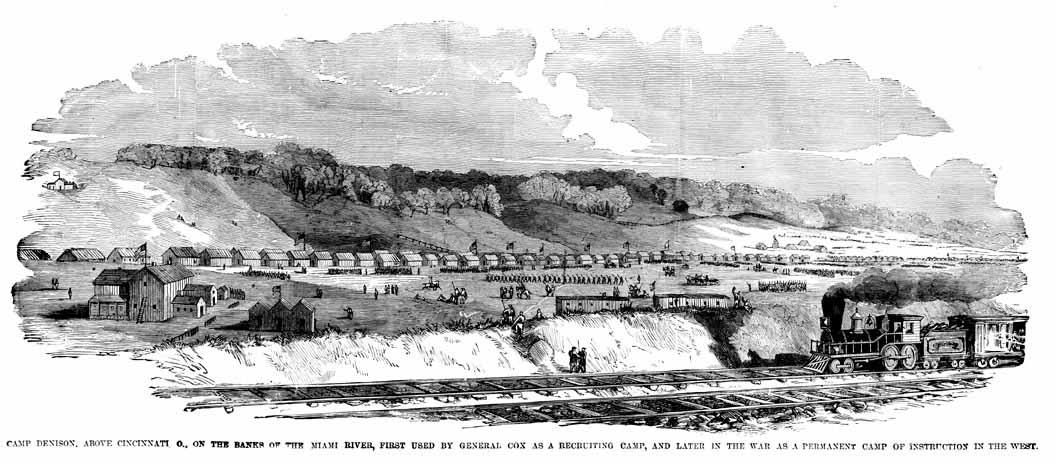
Camp Dennison près de Cincinnati (Ohio), construit pour entraîner et aguerrir les soldats de l'Ohio.

Lors du déclenchement de la guerre de Sécession en 1861, en réponse à un appel aux armes lancé par le président Lincoln, l'Ohio lève 23 régiments volontaires d'infanterie pour une durée de trois mois, dix de plus que la quota de l'État. Quand il devient évident que la guerre ne se terminera pas rapidement, l'Ohio, commence à lever des régiments pour des durées d'enrôlement de trois ans. Au début, la majorité est constituée par des volontaires et de recrues enthousiastes. Avant la fin de la guerre, ils seront rejoints par 8 750 conscrits.
Près de 320 000 citoyens de l'Ohio servent dans l'armée de l'Union, plus que tout autre État du Nord à l'exception de ceux de New York et de la Pennsylvanie. Parmi eux, 5 092 sont des noirs libres. L'Ohio est l'Etat dont le pourcentage de la population enrôlée dans l'armée est le plus élevé. Soixante pour cent de tous les hommes entre 18 et 45 ans ont servi. L'Ohio lève 230 régiments d'infanterie et de cavalerie, ainsi que de 26 batteries artillerie légères et 5 compagnies indépendante de tirailleurs. Le total des pertes parmi ces unités s'élèvent à 35 475 hommes, soit plus de 10 % de tous les Buckeyes en uniforme au cours de la guerre. Il y a eu 6 835 hommes tués au combat, dont 402 officiers.
Des dizaines de petits camps sont établis à travers l'État afin de former et de aguerrir les nouveaux régiments. Deux grands postes militaires sont créés : le camp Chase (en) à Colomb et le camp Dennison (en) près de Cincinnati. Le 1st Regiment, Ohio Volunteer Infantry (OVI) (en) est finalement rejoint sur le registre des incorporations par plus de 100 régiments d'infanterie supplémentaires.

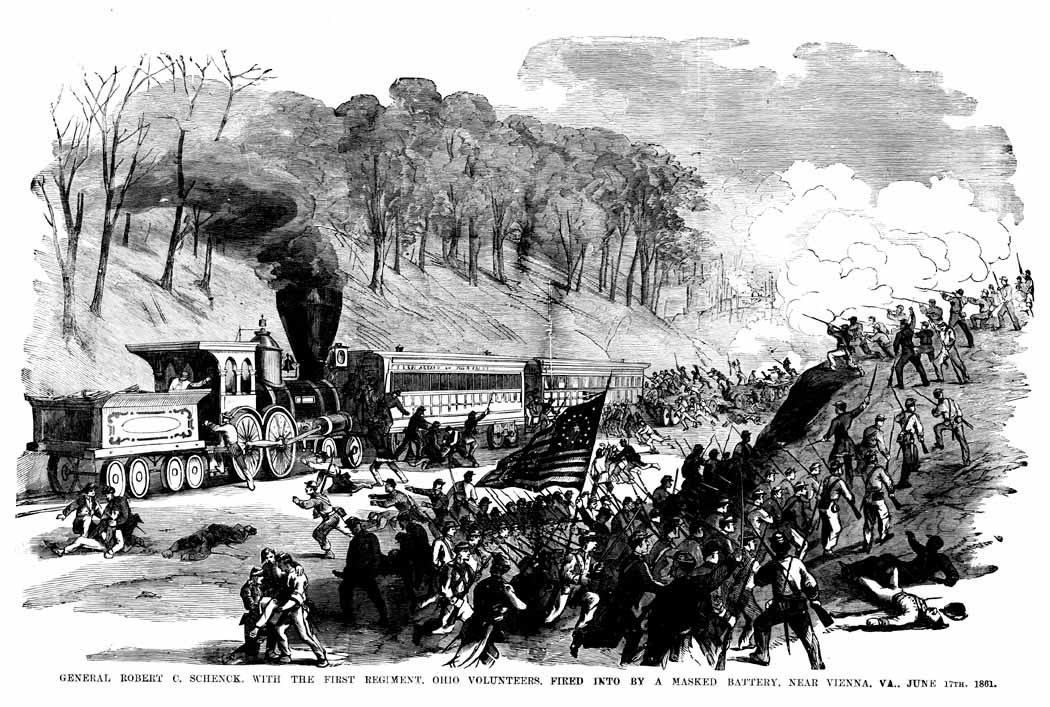
Ohio Infantry en action, juin 1861.

Les soldats de l'Ohio participe à une première action lors de la bataille de Philippi en juin 1861, où le 14th et le 16th Ohio Infantry (en) participent à la victoire de l'Union. Les unités de l'Ohio représentent un cinquième de l'armée de l'Union en avril 1862 lors de la bataille de Shiloh, où 1 676 Buckeyes sont au nombre des pertes. L'Ohio subit son plus haut taux de perte lors de la bataille de Chickamauga en septembre 1863, avec 3 591 tués ou blessés. 1 351 hommes supplémentaires sont faits prisonniers de guerre par les confédérés. Parmi ces prisonniers, 36 hommes du 2nd Ohio Infantry (en) périront dans l'infâme prison d'Andersonville, tout comme des centaines d'autres soldats Buckeyes.
Plusieurs régiments Buckeyes jouent un rôle crucial dans d'autres batailles importantes. Le 8th OVI (en) joue un rôle en aidant à repousser la charge de Pickett lors de la bataille de Gettysburg. Au cours de la même bataille, la 66th OVI (en) prend de flanc les assauts répétés des confédérés, et aide à sécuriser la crête de Culp's Hill (en). George Nixon, grand-père du président Richard Nixon, est mort à Gettysburg, au sein de la 73th OVI.
John Clem, célébré comme « Johnny Shiloh » et « The Drummer Boy de Chickamauga », devient le plus jeune homme à devenir un militaire du rang dans l'histoire de l'armée des États-Unis. Plus de 100 soldats des unités de l'Ohio reçoivent médaille d'honneur pendant le conflit. Plusieurs ont été attribués pour le raid malheureux d'Andrews.
Le président Lincoln a l'habitude, à la veille d'une bataille, de demander combien d'hommes de l'Ohio y participeront. Quand quelqu'un demande pourquoi, Lincoln répond : « parce que je sais que s'il y a beaucoup de soldats de l'Ohio à être engagés, il est probable que nous gagnerons la bataille, car on peut compter sur eux dans une telle situation ».
De petites émeutes éclatent dans les districts à caractère ethnique allemand et irlandais, et dans les zones le long de la Rivière Ohio avec de nombreux Copperheads. Le comté de Holmes est une région isolée dominée par les hollandais de Pennsylvanie et par des immigrants allemands plus récents. C'était un bastion démocrate et peu d'hommes osent y parler en faveur de la conscription. Les politiciens locaux dénoncent Lincoln et le Congrès comme despotiques, voyant le projet de loi comme une violation de leur autonomie locale. En juin 1863, des petits troubles éclatent ; ils se terminent lorsque l'armée y envoie des unités armées.
John A. Gillis, un caporal du 64th Ohio Infantry (en), donne les raisons de son combat pour l'Union lors de la guerre, en précisant dans son journal que « nous combattons maintenant pour détruire la cause de ces maladies dangereuses, que sont l'esclavage et de la puissance de l'esclave ».

### Actions militaires en Ohio
Contrairement à ses voisins, la Virginie-Occidentale, le Kentucky, et la Pennsylvanie, l'Ohio est épargné de graves événements militaires. En septembre 1862, les forces confédérées sous les ordres du brigadier général Henry Heth marchent par le nord du Kentucky et menacent Cincinnati (voir défense de Cincinnati (en)). Elles se retirent après combattu les fortifications solides de l'Union au sud de la rivière Ohio. Peu de temps après, le brigadier général Albert G. Jenkins (en), passe brièvement par la pointe à l'extrême sud de l'Ohio au cours d'un raid.
Ce n'est qu'à l'été de 1863 que les Confédérés arrivent en force, lorsque la division de cavalerie de John Hunt Morgan traverse au sud et à l'est de l'Ohio au cours du raid de Morgan. Ses activités culminent par la capture de Morgan dans le comté de Columbiana. La bataille de Buffington Island est la plus grande bataille livrée en Ohio pendant la guerre de Sécession.

## Personnages célèbres de la guerre de Sécession de l'Ohio
De nombreux généraux d'importance et commandants de l'armée sont originaires de l'Ohio. Le général en chef des armées de l'Union, Ulysses S. Grant, est né dans le comté de Clermont en 1822. Parmi les 19 majors généraux de l'Ohio on retrouve William T. Sherman, Philip H. Sheridan, Don Carlos Buell, Jacob D. Cox, George Crook, George Armstrong Custer, James A. Garfield, Irvin McDowell, James B. McPherson, William S. Rosecrans, et Alexander M. McCook (de la famille des « Fighting McCook », qui a vu un certain nombre de généraux en exercice). L'État a 53 brigadiers généraux.
Une poignée de généraux confédérés sont natifs de l'Ohio, y compris Bushrod Johnson du comté de Belmont et Robert H. Hatton (en) de Steubenville. Charles Clark de Cincinnati a commandé une division de l'armée du Mississippi au cours de la bataille de Shiloh , puis est devenu à la fin de la guerre gouverneur du Missouri pro-confédéré. À noter que le capitaine confédéré partisan William Quantrill est également né et a grandi en Ohio.
En plus de Grant et Garfield, trois autres vétérans de la guerre de Sécession de l'Ohio deviendront président des États-Unis dans les décennies d'après-guerre : William McKinley de Canton, Rutherford B. Hayes de Fremont, et Benjamin Harrison de la grande région de Cincinnati.

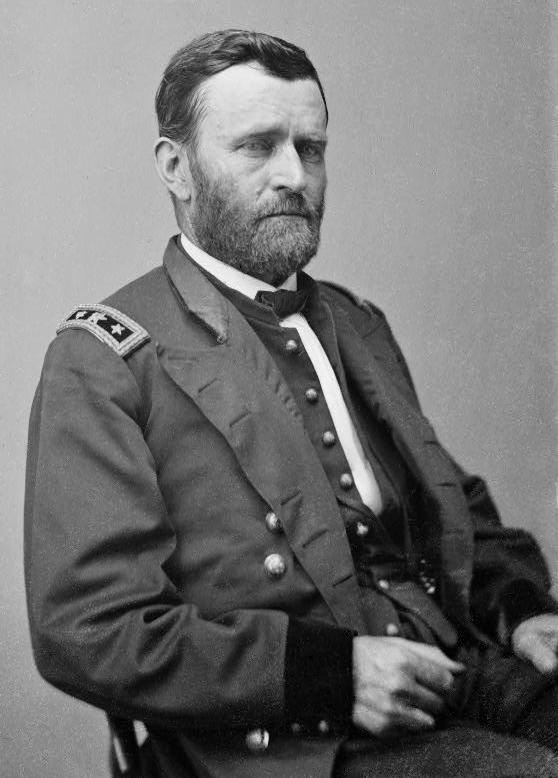
Lt. Gen. Ulysses S. Grant
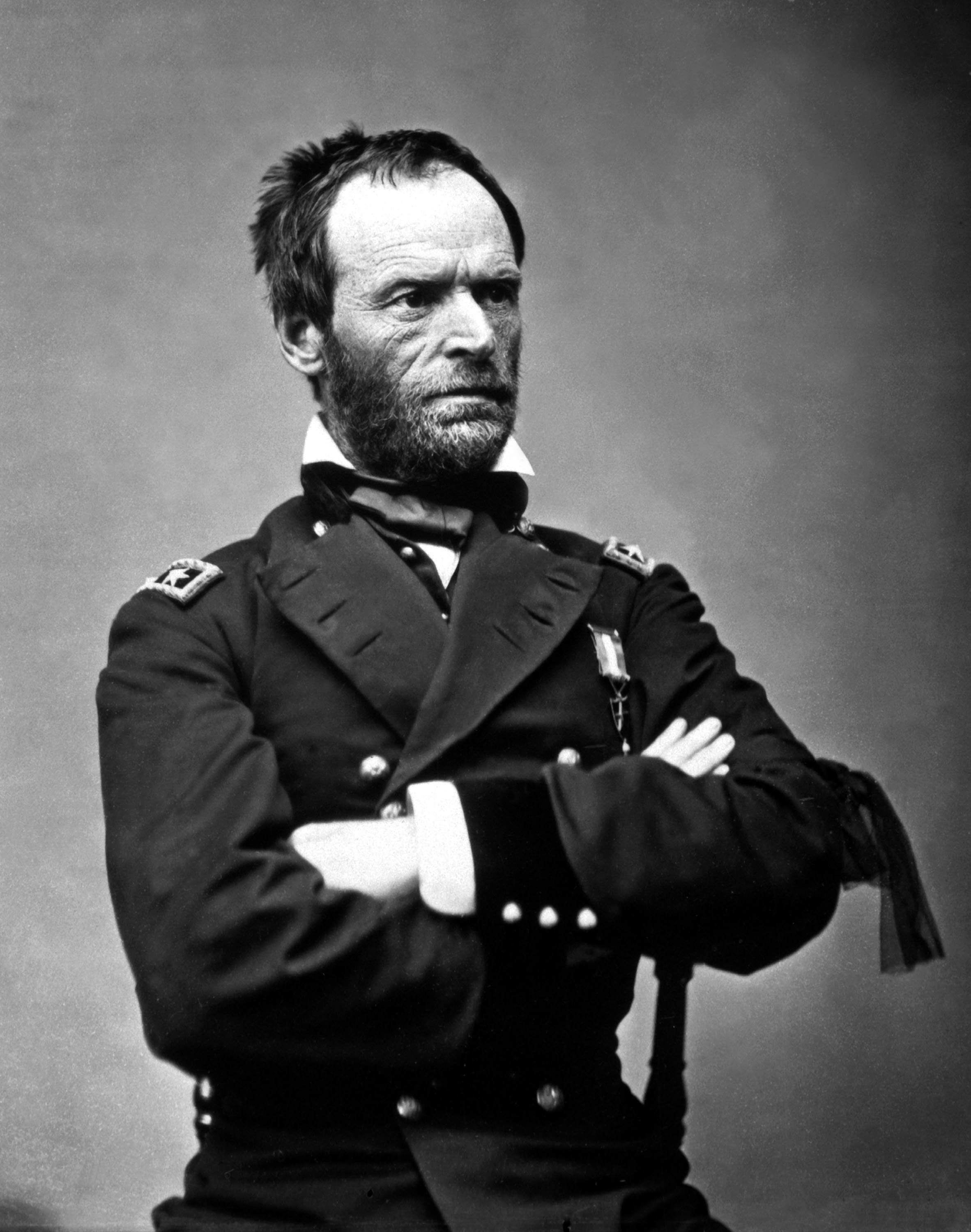
Maj. Gen. William T. Sherman
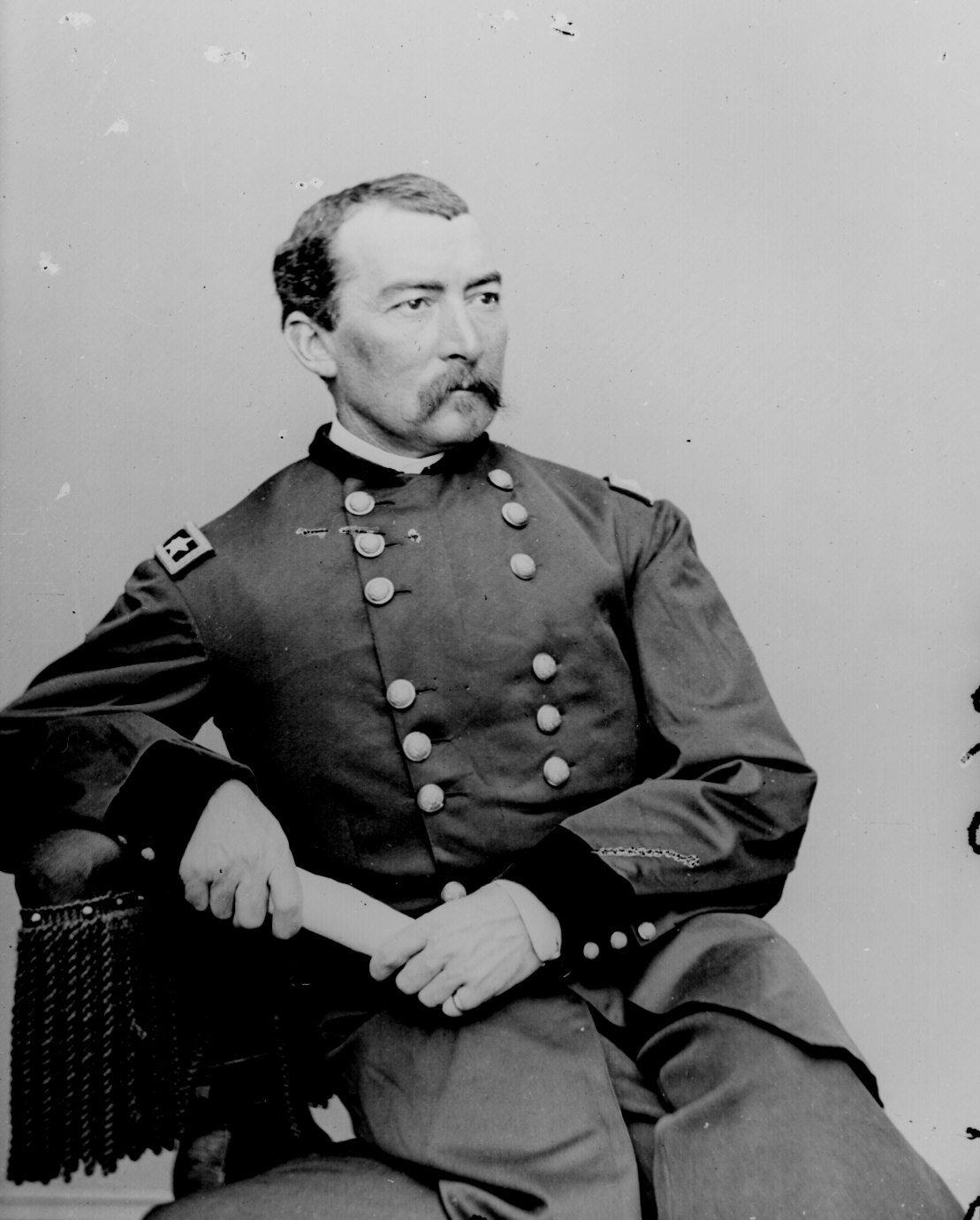
Maj. Gen. Philip H. Sheridan
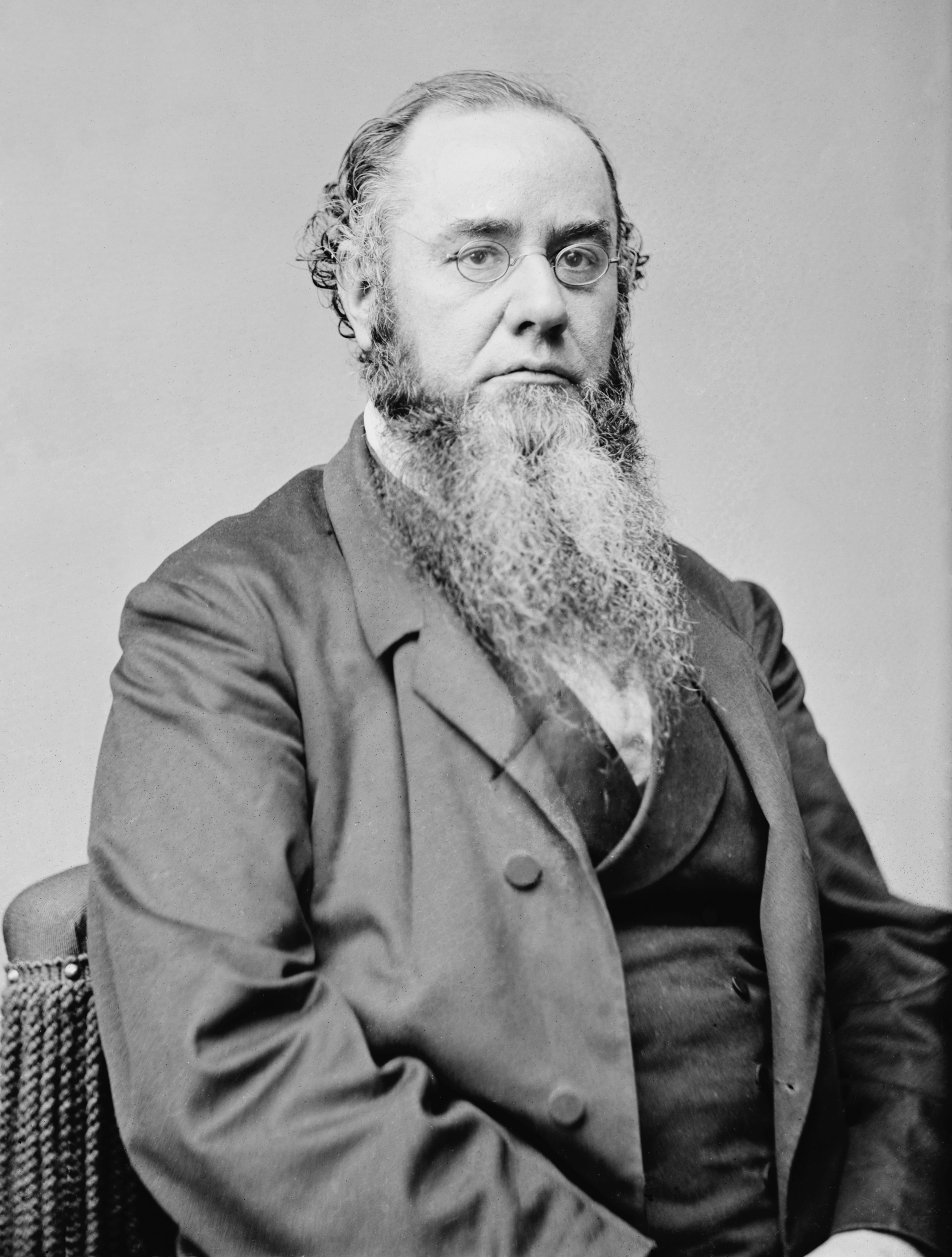
Sec. of War Edwin M. Stanton
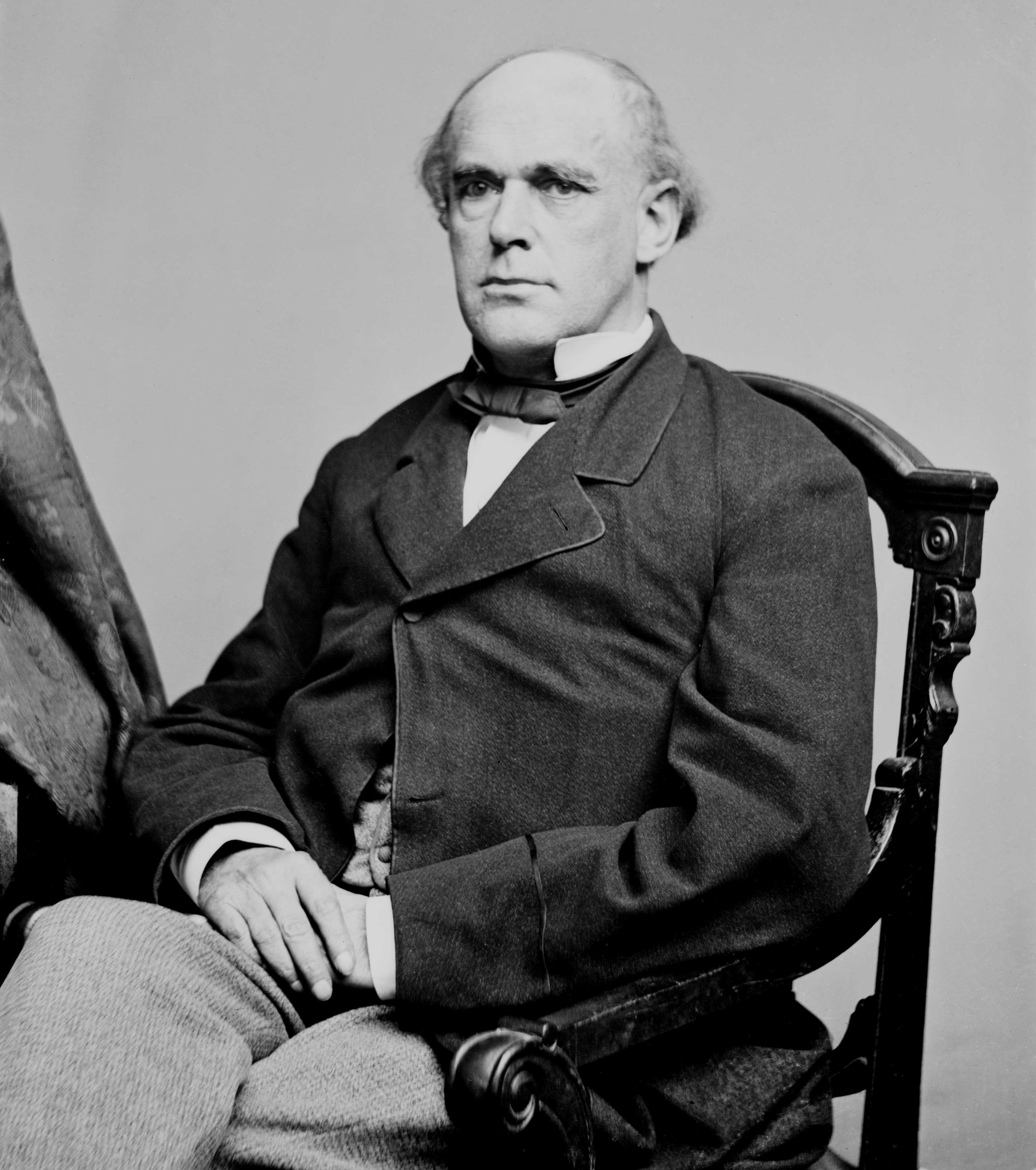
Sec. of Treasury/Chief Justice Salmon P. Chase
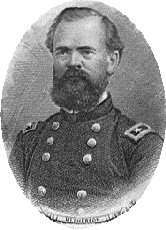
Maj. Gen. James B. McPherson
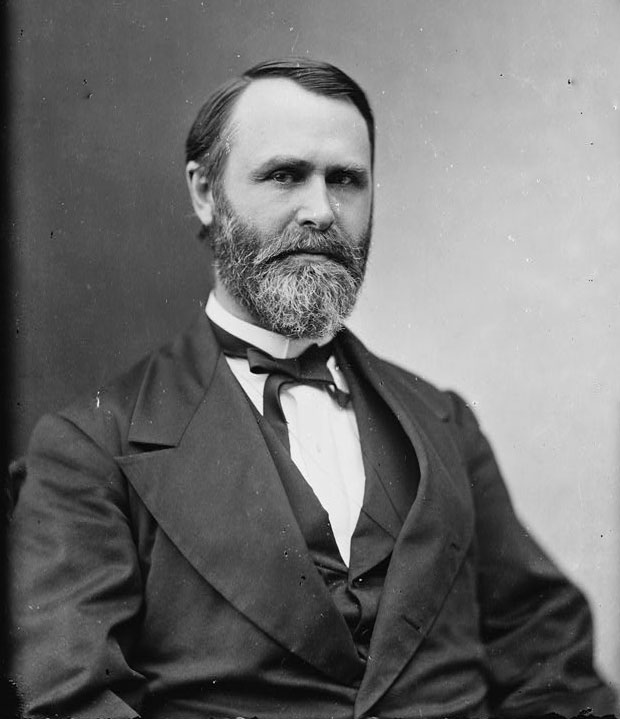
Maj. Gen. Jacob D. Cox
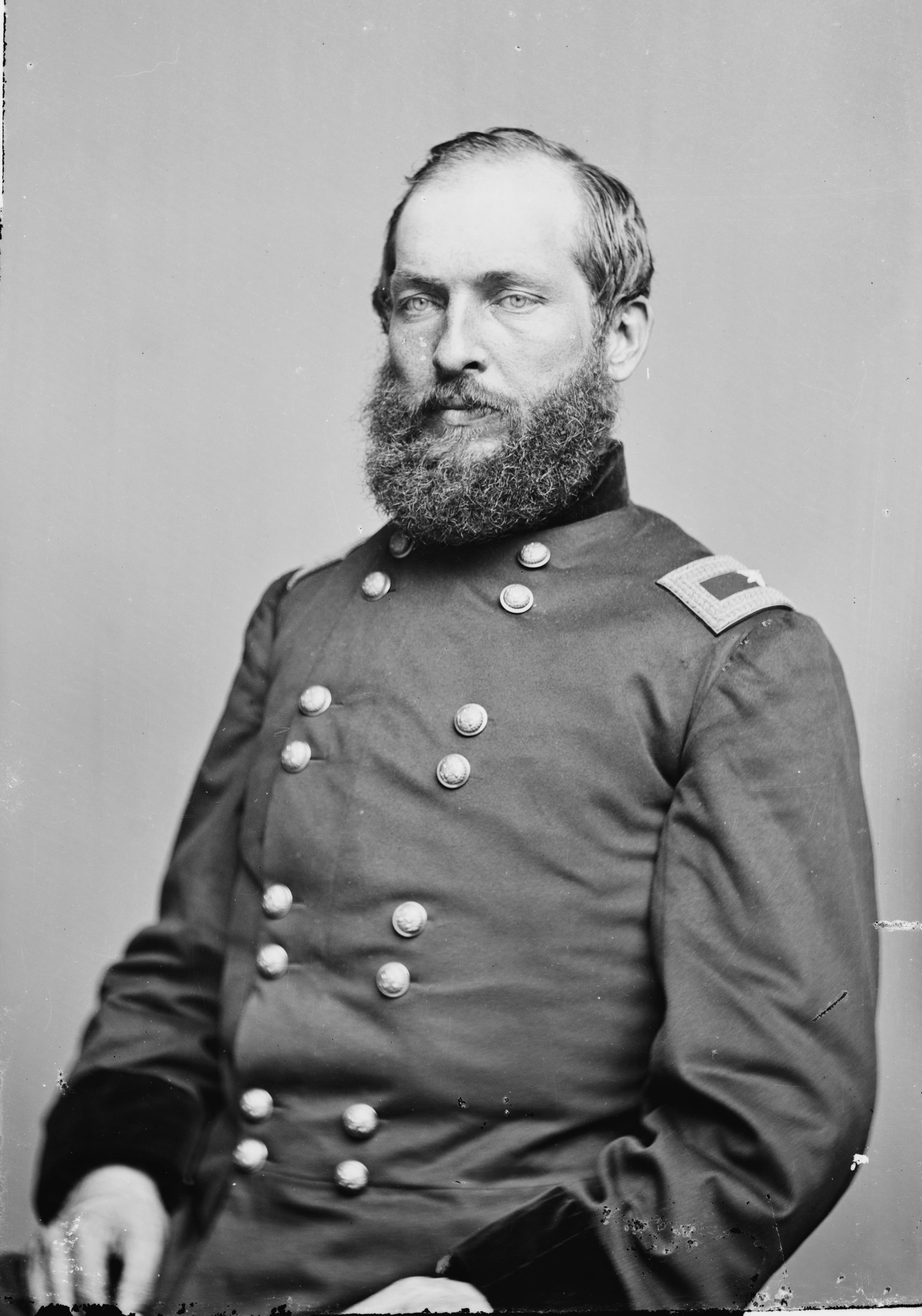
Maj. Gen. James A. Garfield
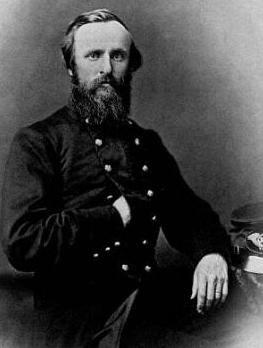
Maj. Gen. Rutherford B. Hayes
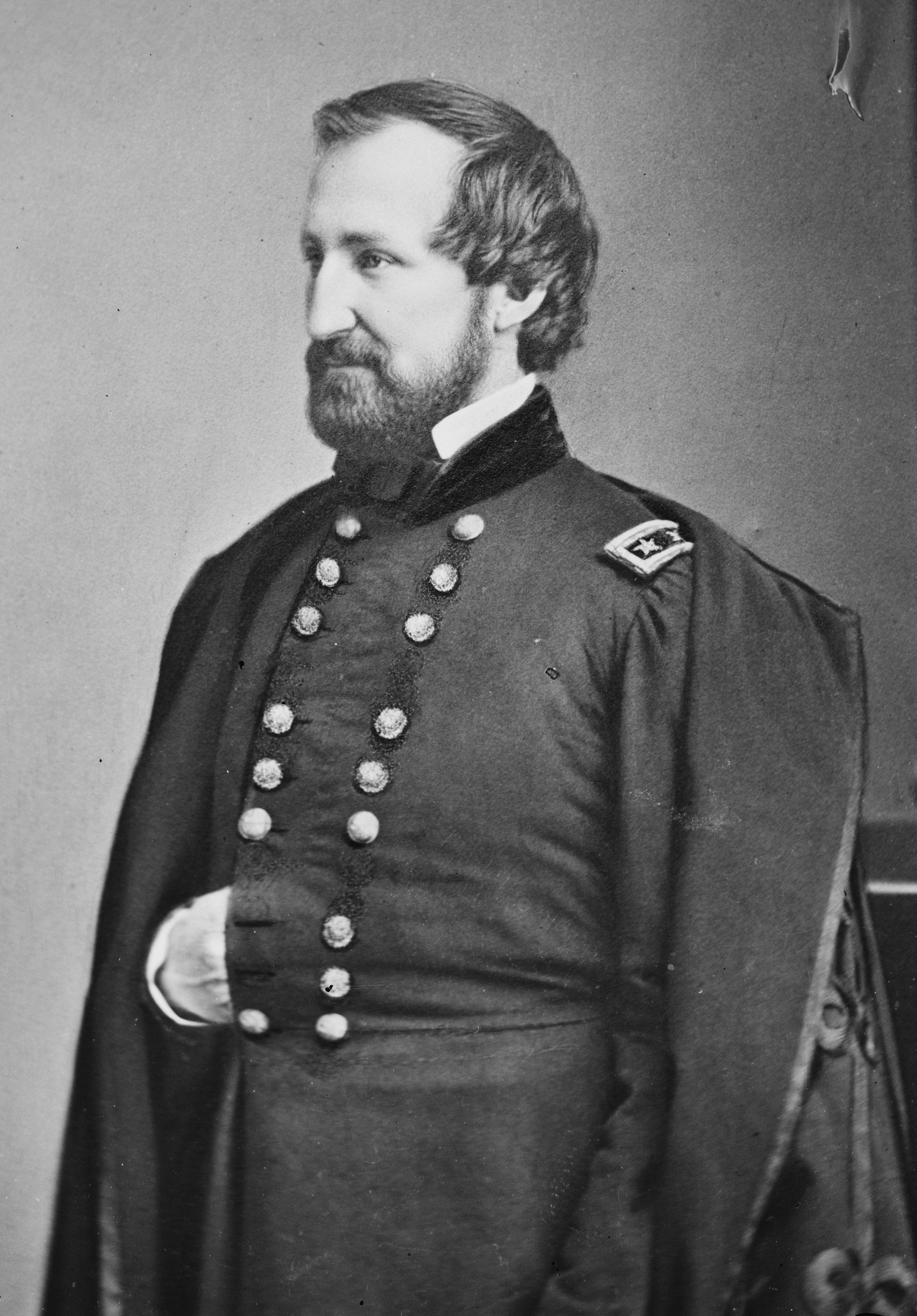
Maj. Gen. William S. Rosecrans
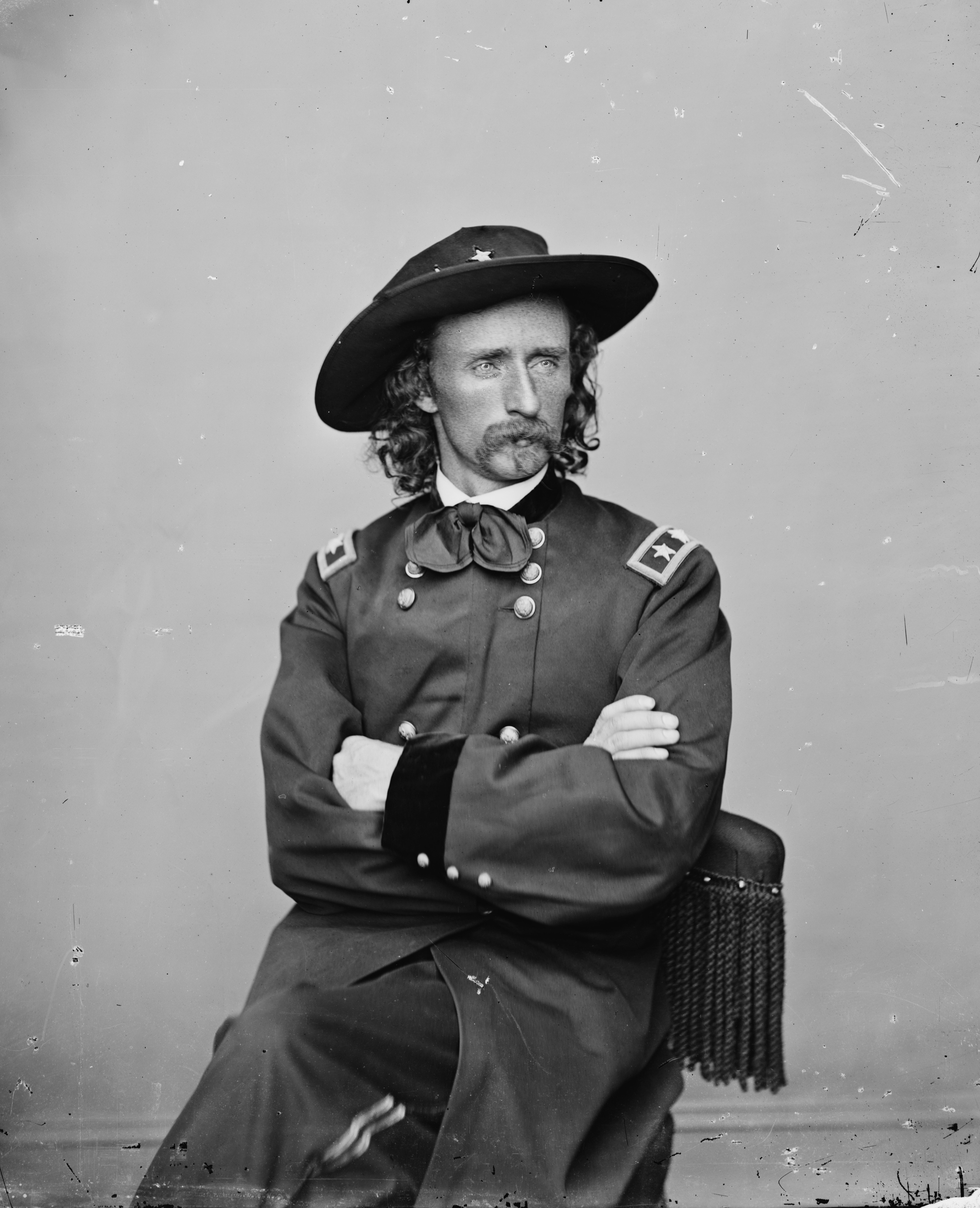
Maj. Gen. George A. Custer
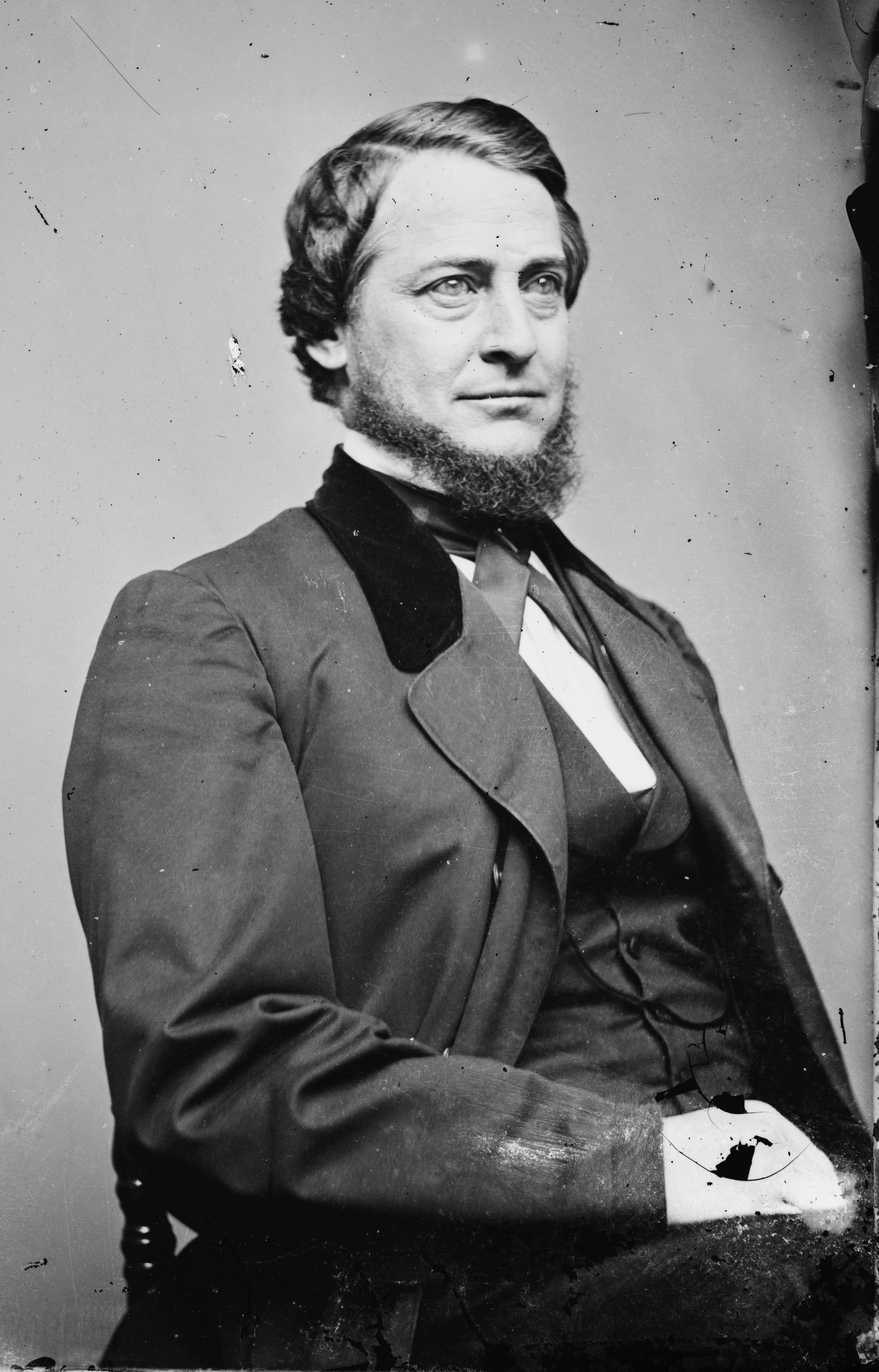
Rep. Clement Vallandigham
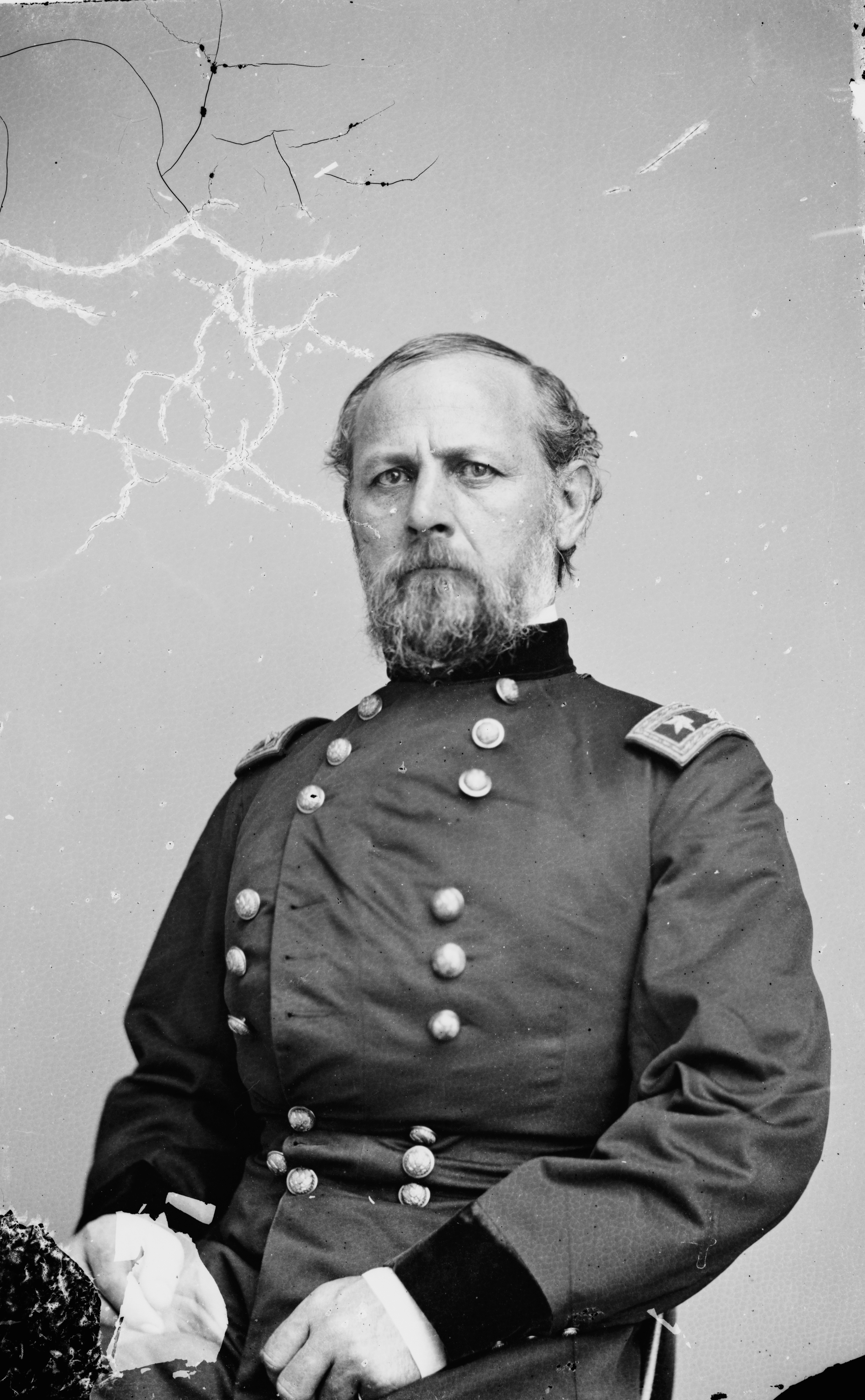
Maj. Gen. Don Carlos Buell
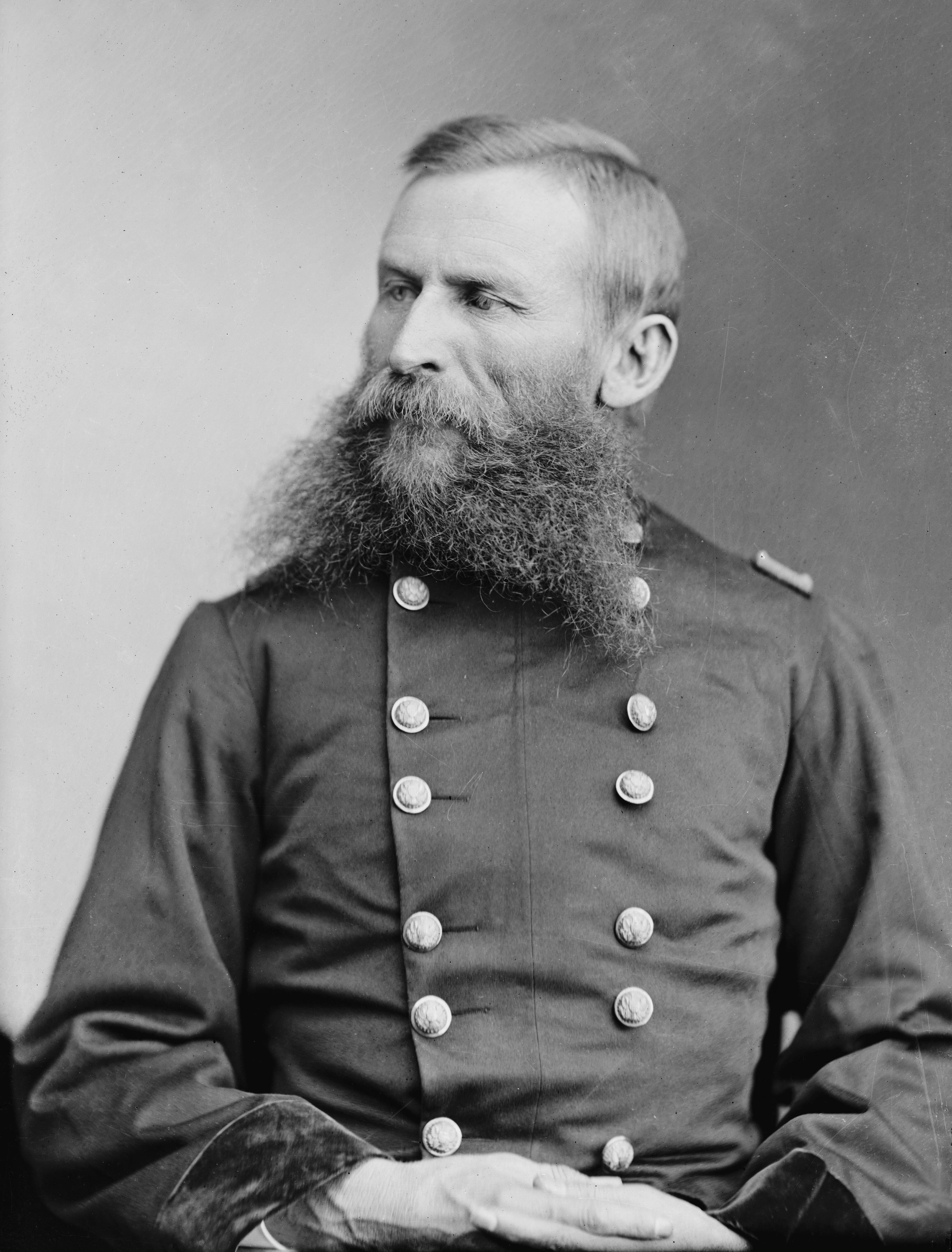
Maj. Gen. George Crook
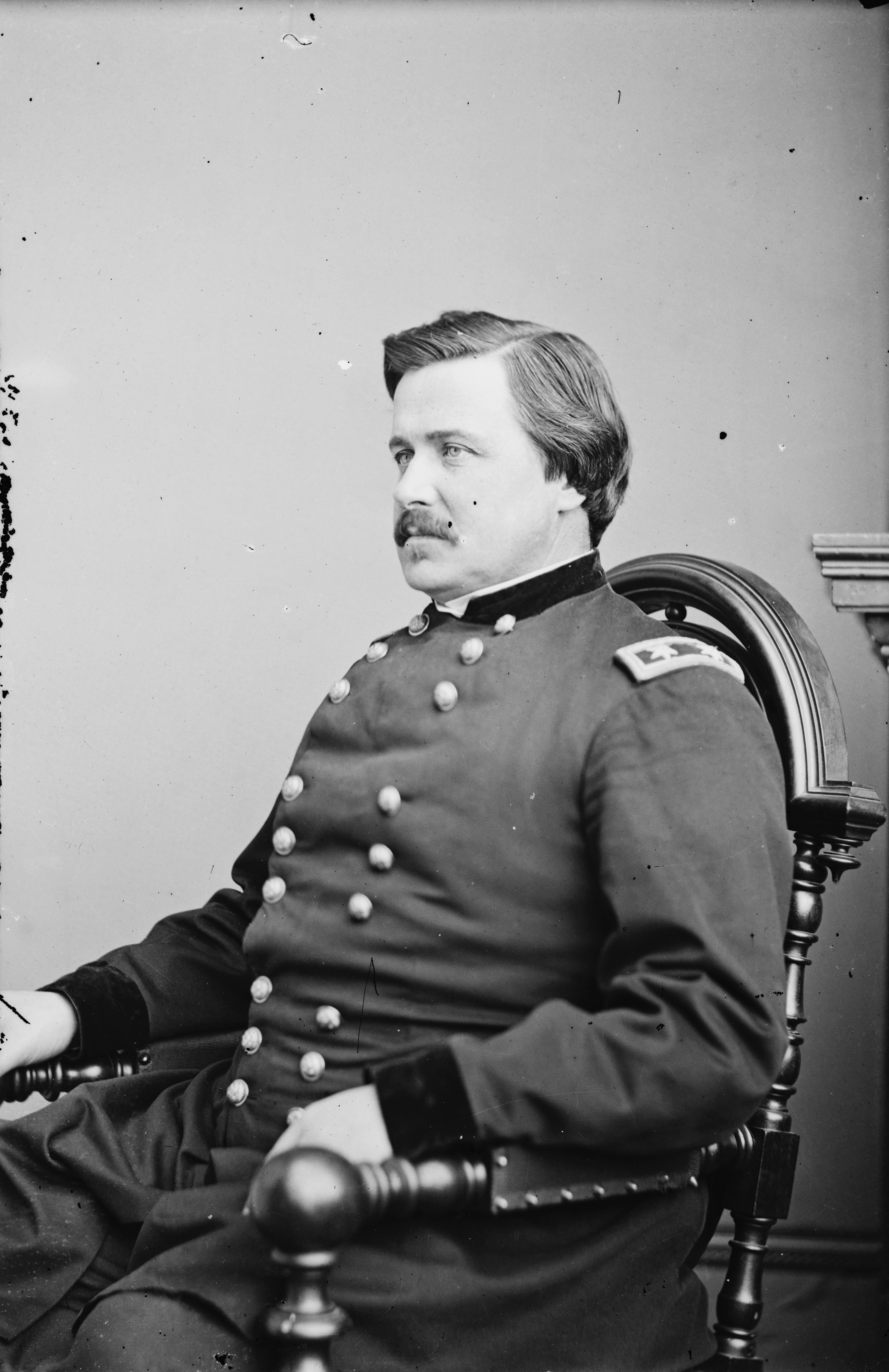
Maj. Gen. Alexander M. McCook
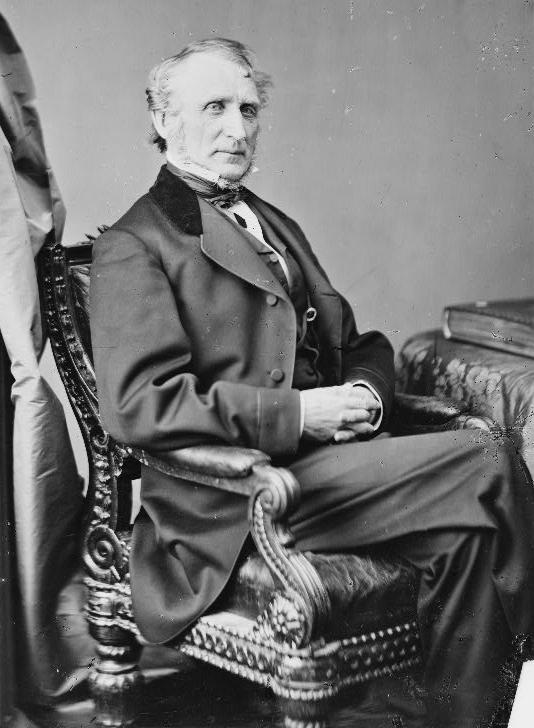
Rep. John A. Bingham

## Lieux de la guerre de Sécession en Ohio

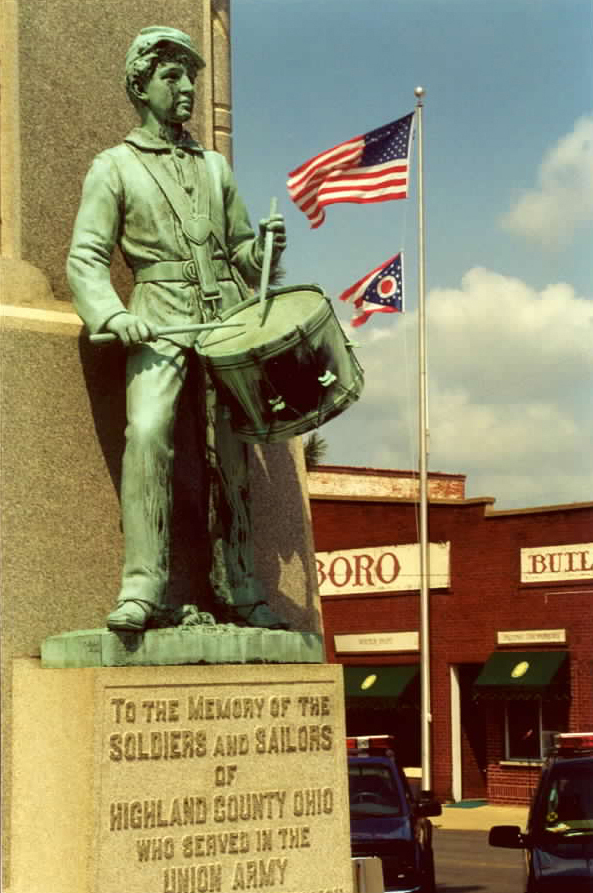
Monument à Hillsboro.

Le seul champ de bataille significatif de l'Ohio est Buffington Island. Aujourd'hui, il est menacé par le développement. C'est le site du plus grand combat du raid confédéré de juillet 1863 dans l'Ohio par la cavalerie commandée par John Hunt Morgan L'incursion est immortalisé comme le «raid de Morgan ». Un combat de plus petite ampleur est la bataille de Salineville, qui a abouti à la capture du général Morgan. Lui et plusieurs de ses dirigeants sont incarcérés dans le pénitencier de l'Ohio (en) avant qu'ils ne s'échappent. L’extrémité sud-centrale de l'Ohio, avait déjà été brièvement envahie au début de septembre 1862 par de la cavalerie commandée par Albert G. Jenkins.
On peut trouver deux cimetières importants pour les morts de l'armée des États confédérés dans l'état Buckeye. L'un est au camp de prisonniers de guerre sur Johnson Island, le plus important site de la guerre de Sécession dans l'État et destiné principalement aux officiers. Selon les estimations, de 10 000 à 15 000 officiers confédérés et soldats ont été incarcérés pendant les trois années d'exploitation, avec en permanence 2 500-3 000 prisonniers. Environ 300 confédérés meurent et sont enterrés là. Un musée à propos de Johnson's Island est situé à Marblehead sur le continent. Les bâtiments de la guerre de Sécession ont été démantelés peu après la guerre. Des travaux archéologiques menés par l'université de Heidelberg ont révélé les limites du camp et de nouveaux matériaux. À un moment, une partie de l'île a été utilisée pour un parc de loisirs. Un autre cimetière est situé au camp Chase où plus de 2 000 sudistes sont enterrés. Le cimetière de l'Union de Steubenville, dans l'Ohio, est le dernier lieu de repos des soldats de la guerre de Sécession, dont plusieurs généraux et colonels, y compris plusieurs membres de la famille des « Fighting McCooks ».
Les monuments de Cincinnati et de Mansfield commémorent les centaines de soldats de l'Ohio qui ont été libérés des camps de prisonniers sudistes, comme Cahaba (en) et Andersonville, mais qui ont péri dans la tragédie du bateau àvapeur Sultana. Au lendemain de la guerre, des groupes de femmes ont joué un rôle déterminant dans la collecte de fonds et l'organisation d'activités pour créer des lieux de mémoire.
De nombreux comtés de l'Ohio ont des monuments de la guerre de Sécession, des statues, des canons, et autres monuments de leurs contributions à l'effort de la guerre de Sécession. Ils sont souvent situés à proximité du palais de justice du comté. Le capitole de l'État de l'Ohio dispose d'une exposition de canons de la guerre de Sécession sur place. Dans le centre-ville, la place publique de Cleveland se trouve un impressionnant monument pour les soldats et les marins (en). D'autres grands monuments se trouvent à Dayton, Hamilton, et Colombus. Une grande statue équestre du général Sheridan est située dans le centre de Somerset. New Rumley (en) a un monument à la mémoire de George Armstrong Custer. Un certain nombre de marqueurs historiques en Ohio disséminés dans tout l'État commémorent des lieux et des personnes associées à la guerre de Sécession.
Certaines des maisons d'officiers et de dirigeants politiques de la guerre de Sécession ont été restaurées et sont ouvertes au public en tant que musées. Parmi elles, la maison de Daniel McCook (en) à Carrollton (Ohio). La bibliothèque et le centre présidentiel de Rutherford B. Hayes (en) à Fremont contient un certain nombre de reliques et artefacts de la guerre de Sécession associés au général Hayes. De même, « Lawnfield », la maison de James A. Garfield à Mentor, a une collection d'éléments de la guerre de Sécession associés au président assassiné.
La Société historique de l'Ohio maintient de nombreuses archives de la guerre, y compris les artefacts et les nombreux drapeaux de guerre des régiments et des batteries d'artillerie. D'autres reliques peuvent être trouvées dans le musée de la société historique de la réserve occidentale (en) de Cleveland.

### Prisons
La prison du camp Chase est une prison de l'armée de l'Union à Columbus. Il y a eu un plan parmi les prisonniers pour se révolter et s'échapper en 1863. Les prisonniers attendaient le soutien des Copperheads et de Vallandigham, mais il ne se sont jamais révoltés.